# 戈亚斯州加梅莱拉
戈亚斯州加梅莱拉（葡萄牙語：Gameleira de Goiás）是巴西戈亚斯州的一个市镇。总面积595.316平方公里，总人口2816人，人口密度4.7人/平方公里。